# 嫁不足
嫁不足（よめぶそく）とは結婚難のうち結婚相手となる女性が不足していることを指す社会問題。

## 嫁不足が問題となった地域

### 日本
日本国内では社会通念上跡取りとなる長男の嫁が不足しているという問題を指した。これは地方の農家とされている家庭において特に問題となっている事柄であり、これは日本の農業そのものの深刻な問題でもある。このような嫁不足が発生している原因としては、多くの女性は農家の嫁になりたがらないということであり、農家で生まれ育った女性であっても多くは農家の嫁にならずに都市部に移住しているという状態である。このため多くの農家は外国人の女性を嫁として迎え入れているという状態である。この嫁不足という問題に即応して新たなビジネスも生まれているということであり、それは外国人の嫁を日本の農家に紹介するというビジネスである。これは1985年に山形県の農家がフィリピン人女性を嫁として迎え入れたことから広まってきており、タイ人、ベトナム人、スリランカ人、韓国人や中国人の女性も嫁として迎え入れられることが多くなってきている。だがこのビジネスを元として結婚詐欺が発生しているということもあり、たとえば嫁が実家への仕送りを望むため仕送りをし続けた後に嫁が実家に戻ったきりで日本の農家に戻ってこなくなったという例が存在している。最悪の場合、資産を根こそぎ乗っ取られて自己破産を申し立てるか生活保護を受ける羽目になることもある。

### 中国
中国は一人っ子政策の影響から特に著しい。このため中国に隣接するミャンマー人の女性を誘拐することで、中国の農家の嫁に割り当てるという事件も発生するまでになっている。

### 韓国
韓国では女性の高学歴化や労働力化が進行するとともに農村部では嫁不足が深刻化している。嫁不足の影響もあって国際結婚のニーズが高まっており、2012年の統計では2.8万人が国際結婚している。
韓国では漁業に従事している者の間でも嫁不足は著しく、3人に1人が外国人の女性を嫁にしているという状況である。